# Fjallið millum Botnar
Fjallið millum Botnar är ett berg på ön Streymoy i Färöarna. Berget har en högsta topp på 686 meter.